# Indonesische luchtmacht

Het roundel van de Indonesische luchtmacht

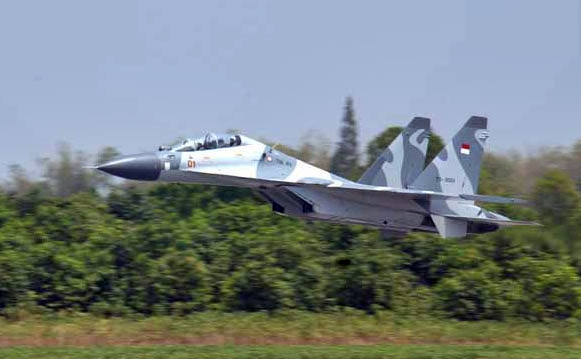
AURI-Sukhoi Su-30 (2007)

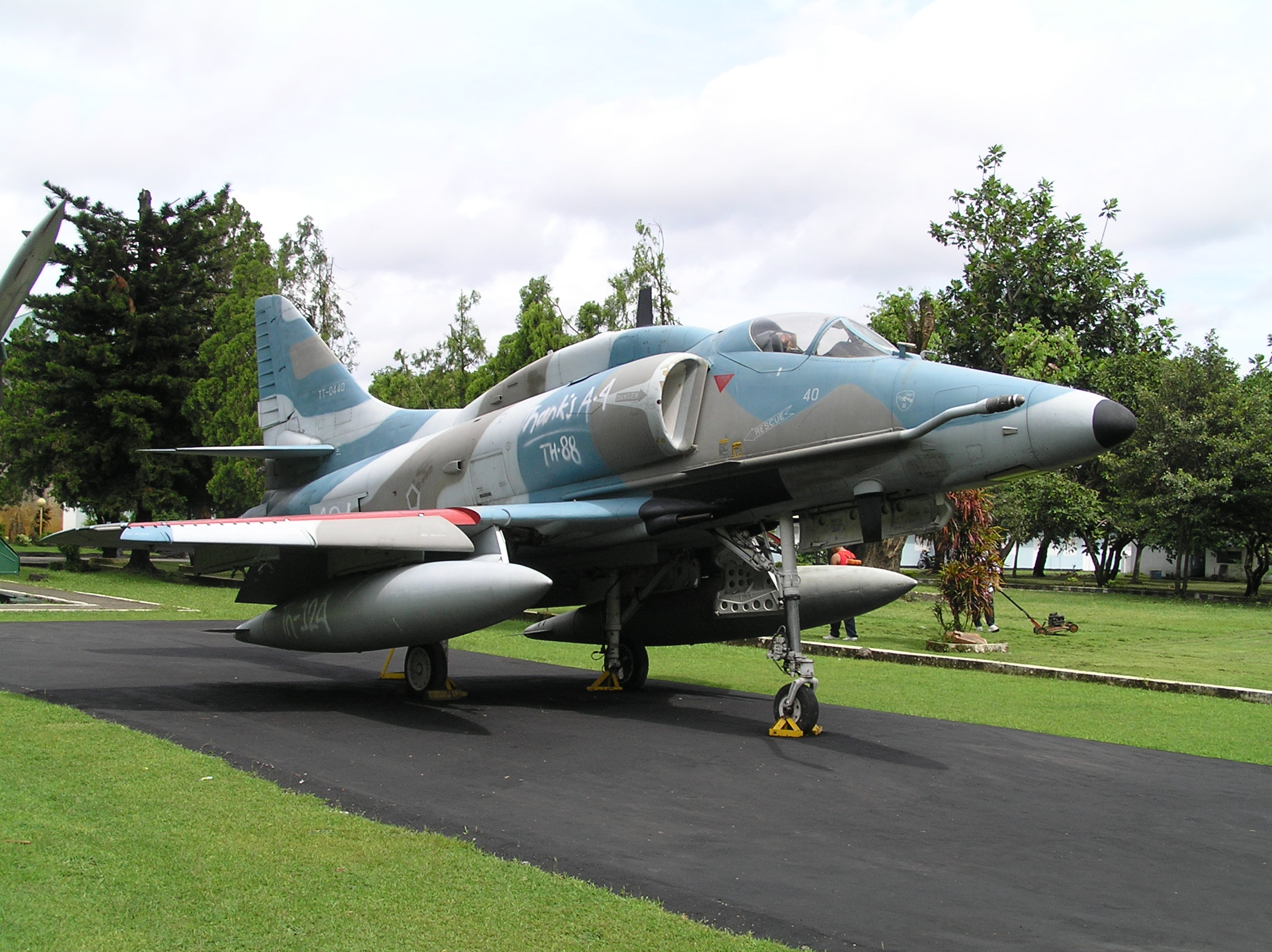
McDonnell Douglas A-4H Skyhawk van de AURI in een museum (maart 2007)

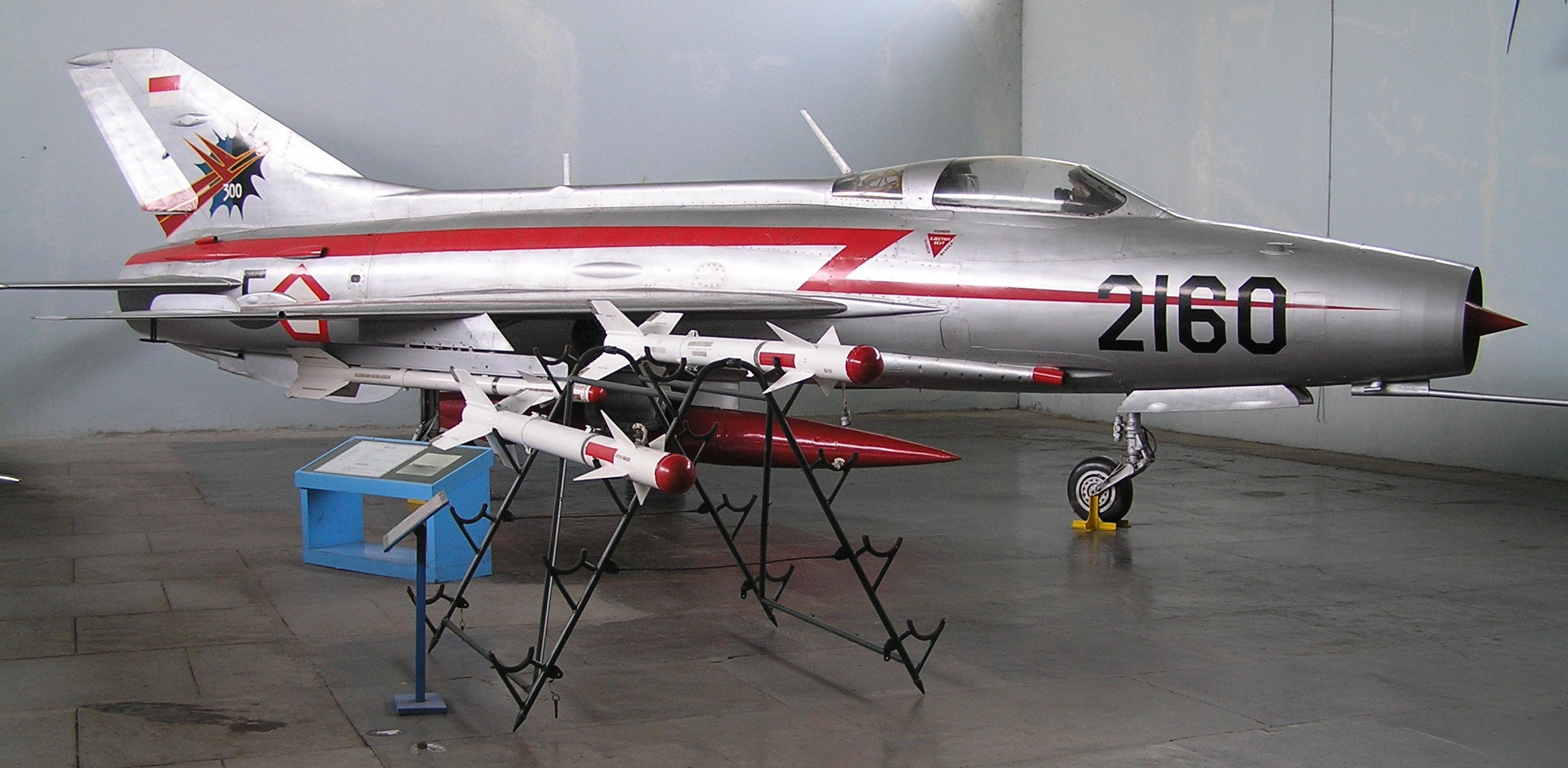
MiG-21 van de AURI in een museum (maart 2008)

Tentara Nasional Indonesia-Angkatan Udara afgekort TNI-AU is de Indonesische luchtmacht. Letterlijk vertaald betekent dit Nationale Strijdkrachten van Indonesië-Luchtmacht.
De Indonesische Luchtmacht werd onofficieel opgericht direct na de onafhankelijkheidsverklaring van Nederland in augustus 1945. Officieel viert ze zelf de oprichtingsdatum op 9 april 1946.
Na de definitieve onafhankelijkheid in 1950 werd haar luchtvloot aangevuld met vliegtuigen van het ML-KNIL en de Nederlandse Luchtmacht, zoals Mustangs en DC-3's.
Het huidig aantal werknemers bedraagt 27.850 en omvat 246 toestellen waarvan tot voor kort slechts 44% operationeel is. Sinds 2010 is echter door de investeringen in nieuwe vliegtuigen en onderdelen het aantal operationele vliegtuigen flink gestegen.

## Huidige Vliegtuigen (2014)
| TYPE                                    | Functie                           | Aantal            |
| --------------------------------------- | --------------------------------- | ----------------- |
| Sukhoi Su27SK + Su30MK                  | Gevechtsvliegtuig                 | 16                |
| Hawk Mk109 + Mk209                      | Gevechtsvliegtuig                 | 31                |
| F16A + F16B block 15 OCU                | Gevechtsvliegtuig                 | 10                |
| F5E + F5F                               | Gevechtsvliegtuig                 | 2                 |
| Super Tocano EMB-314 (12 in bestelling) | Grondgevechtsvliegtuig            | 4                 |
| Boeing Business Jet 2                   | Presidentieel Transportvliegtuig  | 1                 |
| Fokker F27-400M                         | Transportvliegtuig                | 4                 |
| Fokker F28-1000/3000                    | Transportvliegtuig                | 3                 |
| Boeing B707-3MIC                        | Transportvliegtuig                | 1                 |
| Boeing B737-2x9                         | Transport- en opsporingsvliegtuig | 4                 |
| Hercules C-130B + C-130-H               | Transportvliegtuig                | 5 (2015:4)        |
| Hercules KC-130B                        | Tankervliegtuig                   | 2                 |
| de Havilland Canada DHC-5 Buffalo       | Transportvliegtuig                | 3                 |
| CASA CN-235                             | Transportvliegtuig                | 6                 |
| CASA (N)C-212 Aviocar                   | Transportvliegtuig                | 27                |
| Super Puma NAS332L-1                    | Transporthelikopter               | 9                 |
| Bell Helicopter 47G-3B-1/204B/206       | Transporthelikopter               | 12                |
| Sikorsky S-58T                          | Transporthelikopter               | 8                 |
| Puma SA 330J                            | Transporthelikopter               | 11                |
| Boeing AH-64E Apache                    | Gevechtshelikopter                | 8 (in bestelling) |
| NBo 105CB                               | Helikopter                        | 7                 |
| H-500                                   | Helikopter                        | 12                |
| Bölkow BK-117                           | Helikopter                        |                   |
| Pilatus Porter trainer PC-6             | Propeller-trainer                 | 11                |
| Puma NSA 330L                           | Helikopter                        | 7                 |
| AS 202-18A-3                            | Luchtverkenner/trainer            | 32                |
| Cessna T-41D/34C                        | Propeller-trainer                 | 12                |
| Trainer KT-1B                           | Propeller-trainer                 | 19                |

In bestelling 3 helikopters van AugustaWestland AW 101 (worden geleverd in 2016 en 2017).

## Militaire Vliegvelden
- Bandung - Vliegbasis Husein Sastranegara
- Bogor - Vliegbasis Atang Senjaya
- Jakarta - Vliegbasis Halim Perdanakusumah
- Pekanbaru - Vliegbasis Sultan Syarif Qasim II
- Pontianak - Vliegbasis Supadio
- Madiun - Vliegbasis Iswahjudi
- Makassar - Vliegbasis Sultan Hasanuddin
- Malang - Vliegbasis Abdulrachman Saleh
- Probolinggo - Vliegbasis Soedirman
- Subang - Vliegbasis Kalidjati/Suryadarma
- Surabaya - Vliegbasis Juanda
- Tarakan in aanleg
- Yogyakarta - Vliegbasis Adisucipto

## Ongelukken
| Datum            | Vliegtuigtype                      | Plaats                     | Aantal doden |
| ---------------- | ---------------------------------- | -------------------------- | ------------ |
| 23 mei 1960      | Mitchell                           | Jakarta                    | 4            |
| 13 april 1963    | MIG-19                             | Jakarta                    |              |
| 13 februari 1981 | Hawk                               |                            | geen         |
| 20 februari 1981 | Hawk                               |                            | geen         |
| 15 juni 1992     | F-16B                              | Oost-Java                  | geen         |
| 10 maart 1997    | F-16A                              | Jakarta                    | 1            |
| 29 maart 2002    | 2x Hawk MK53                       | Madiun                     | 2            |
| 1 december 2004  | F-16B (behouden)                   | Jakarta                    | geen         |
| 21 november 2006 | Hawk MK209                         | Pekanbaru                  | geen         |
| 21 juli 2007     | Bronco OV-10                       |                            | 2            |
| 30 december 2007 |                                    | Atjeh                      | 4            |
| 27 juni 2008     | Casa C-212                         | Bogor                      | 18           |
| 6 april 2009     | Fokker F-27                        | Bandung                    | 24           |
| 19 mei 2009      | Hercules                           | Magetan                    | circa 100    |
| 24 juni 2010     | KT-1 Wong Bee                      | Bali Airport               | geen         |
| 6 januari 2012   | licht vliegtuig                    | Magelang                   | 1            |
| 21 juni 2012     | Fokker F-27                        | Jakarta                    | 7 + 3        |
| 15 maart 2015    | 2x KT-1B Wong Bee                  | Langakwi Island (Maleisië) | geen         |
| 16 april 2015    | F-16                               | Halim Perdanakusuma        | geen         |
| 30 juni 2015     | Hercules C-130                     | Medan                      | 121 + 8      |
| 20 maart 2016    | Bell 412 EP Helikopter (landmacht) | Pattiro Bajo (Poso)        | 13           |

## Wetenswaardigheden
- De voorganger van het TNI-AU heette -vanaf 1945 tot in 1974- AURIS, wat stond voor Angakatan Udara Republik Indonesia Serikat.
- De commandant van de Indonesische luchtmacht heeft de rang van Maarschalk (Marsekal).
- De 20 Britse Hawks Mk-53 zijn meer dan 30 jaar oud en men wil die gaan vervangen. De niet meer vliegwaardige Bronco's zijn vanaf maart 2012 vervangen door de nieuwe turbo-props Super Tocano (uiteindelijk 16 stuks).